# Shigeomi Miyoshi
El vizconde  Shigeomi Miyoshi  (三好 重臣  Miyoshi Shigeomi?,  14 de noviembre de 1840 - 28 de noviembre de 1900) fue un aristócrata y militar japonés del siglo XIX, primer comandante de la 1.ª División del Ejército Imperial.

## Biografía
Miyoshi era el quinto hijo de un samurái del dominio feudal de Chōshū (actualmente Prefectura de Yamaguchi), Miyoshi Goemon. En 1863, con apenas 23 años, se unió a las milicias Kiheitai en su lucha contra el bafuku,  y llegó a ser oficial de enlace. En 1967 asumió el cargo de inspector general de la Escuela Shinbu, pero un año más tarde, marchó hacia Echigo con motivo de la Guerra Boshin, donde comenzaría a labrar su reputación militar junto a los kiheitai.
Con la victoria de los partidarios del emperador, y ya en el marco de la Restauración Meiji, Miyoshi es ascendido a teniente coronel en 1877, haciéndose cargo de manera sucesiva de la Guarnición de Tōhōku (東北鎮台 Tōhōku chindai?), de la Guarnición de Sendai (仙台鎮台 Sendai chindai?)y de Guarnición de Osaka (大坂鎮台 Osaka chindai?).
En 1877, con el estallido de la Rebelión Satsuma, Miyoshi es asignado como Comandante en Jefe de la 2.ª Brigada de Represión (征討第2旅団 Seibatsu dai-ni ryodan?), y durante la lucha con las tropas de Saigō Takamori caerá derrotado y herido. Pese a su derrota, la rebelión sería derrocada, y en 1880 sería ascendido a Teniente Gerenal, además de ser embestido Vizconde el 7 de julio de 1884, y pasaría de manera sucesiva por diversos puestos como el Comandante del Distrito Este (東監軍部 Tōbukangunbu?), la Guarnición de Kumamoto (熊本鎮台 Kumamoto chindai?), de Guarnición de Tōkio  (東京鎮台 Tōkio chindai?)y Comandante de la 1.ª División de Infantería (歩兵第一師団 Hohei dai-ichi shidan?), pasando a la reserva en 1894. Además, siguió formando parte del Consejo Privado hasta 1897.
El hijo de Shigeomi, Miyoshi Taro, no fue del agrado de su padre por sus continuos excesos y libertinaje, por lo que tras ser desheredado, la fortuna y el título de Shigeomi pasaría a su nieto e hijo de Taro, Miyoshi Toichi. Murió el 28 de noviembre de 1900, a la edad de 60 años.